# ATPアーゼ
ATPアーゼ（ATPエース、ATPase、ATPases (ion transport)）とは、アデノシン三リン酸 (ATP) の末端高エネルギーリン酸結合を加水分解する酵素群の総称である（EC番号 3.6.1.3、3.6.3、3.6.4）。ATP は生体内のエネルギー通貨であるから、エネルギーを要する生物活動に関連したタンパク質であれば、この酵素の活性を持っていることが多い。
日本語ではATPアーゼを「アデノシン三リン酸分解酵素」などと表現できる。なお、「ホスファターゼ」は「リン酸分解酵素」のことであるから、「アデノシン三リン酸ホスファターゼ」という呼び方は「リン酸」の重言となり、正しくない。

## 特徴
ATPアーゼは以下の反応を触媒する酵素の総称である。
{\displaystyle {\ce {{ATP}-> {ADP}+ P_i}}} （アデノシン三リン酸　→　アデノシン二リン酸 + リン酸）
この時に発生するエネルギーを利用して、エネルギーを要する生物体内作用に寄与している。通常は ATP 以外のヌクレオチド三リン酸（GTP、UTP、CTPなど）に作用することが知られている。しかしながら存在している部位によって少しずつ性状が異なっている。
ATPに共通する特性として、スルフヒドリル基（SH基）を必要とすることと、Mg2+, Ca2+ によって活性化あるいは阻害を受けるという点が挙げられる。

## 役割
ATPアーゼの役割はエネルギーの関与する全ての反応に寄与していると言ってよい。
- ATPの合成（酸化的リン酸化）
- 筋収縮
- 細胞内物質輸送
- 細胞外物質輸送
- イオン濃度勾配の作成
- 解毒作用
- 発光
- 発電
- 膜融合（あらゆる生体膜）
- 膜タンパク質の品質管理

## 種類

### 運動性タンパク質ATPアーゼ
ミオシンアクチン系に代表されるATPアーゼである。ATP加水分解によるコンフォメーションの変化を受けることを特徴とする。タンパク質にATPが結合することによってタンパク質の立体構造に変化が起こり、その構造変化を利用して実際にタンパク質（ひいては細胞を）を「稼動」させることに関係している。
ミオシン、ダイニン、キネシンはそれぞれが蛍光標識を用いた一分子観測でその稼動が観察されている。
- ミオシンATPアーゼ – アクチンミオシン系のすべりに関係
- ダイニンATPアーゼ – 微小管上の物質輸送（マイナス端側への移動）
- キネシンATPアーゼ – 微小管上の物質輸送（プラス端側への移動）
- ダイナミンATPアーゼ – 唯一コンフォメーション変化は受けない、微小管の接着に関係

### イオン輸送性ATPアーゼ
ATPの加水分解エネルギーを使って生体膜を透過しないイオンの輸送を行うATPアーゼの一群である。ATP合成酵素もこれに分類される。F型、A型、V型、P型が存在している。P型をのぞくものは構造がよく似ており、イオン（主にプロトン）駆動型モーター (Fo, Ao, Vo) ならびにATP駆動型モーター (F1, A1, V1) から形成される。
全てがイオン濃度勾配を用いてATP合成および逆反応のATP加水分解に伴うイオン濃度勾配の形成が可能である。しかしながら、ATP合成酵素として用いられているのはF型およびA型のみである。
- F型ATPアーゼ – 真核生物、真正細菌、ある種の古細菌のATP合成酵素
- A型ATPアーゼ – 古細菌のATP合成酵素
- V型ATPアーゼ – 液胞のプロトン能動輸送に関係
- P型ATPアーゼ – 陽イオンの対向輸送および物質の共輸送に関係

### ABC ATPアーゼ
ABC とは ATP Binding Cassette （ATP結合カセット）の略称である。細胞への物質取り込みおよび排出に関係する。膜貫通型の ABC ATPアーゼは、常に4つの機能ドメイン（2つの膜貫通ドメインと2つのABCドメイン）から構成される。これらのドメインは全てが一つの遺伝子にコードされている場合もあれば、それぞれ別々の遺伝子にコードされている場合もある。膜貫通ドメインの配列は多様であるが、ABCドメインと呼ばれるATP結合部位の配列は高度に保存されている。真核生物（主にヒト）では有害物質の排出に使用されているが、一方原核生物では糖、アミノ酸と言った物質の取り込みに用いられている。また、ヒトの中でもトランスポーター、チャネル、レセプター等、その機能は多彩である。
これら生体膜貫通型の古典的なABC ATPアーゼに加え、最近ではDNA結合型の ABC ATPアーゼが知られるようになってきている。代表的なものとして、染色体の高次構造と機能を制御するSMCタンパク質があり、これらはコンデンシンあるいはコヒーシンのコアサブユニットとして機能する。また、DNA2重鎖切断の修復に関与する Rad50 もこのカテゴリーに属する。
ABCドメインの特徴は、多くのATPアーゼが共有するWalker AとWalker Bモチーフに加え、Signatureモチーフ（あるいはCモチーフ）と呼ばれる配列を持つことにある。すべてのABC ATPアーゼは一対のABCドメインをもち、2つのATP分子は2つのドメインに挟まれるようにして結合する。この際、ATPは一方のドメインのWalker AとWalker Bモチーフに結合し、もう一方のドメインのCモチーフと接触する。このCモチーフとの接触が、ATPの加水分解に必須である。すなわち、ATPの結合と加水分解のサイクルが2つのABCドメインの会合と解離のサイクルを制御し、さらにその構造変換が基質結合ドメイン（例えば、ABCトランスポーターの膜貫通ドメイン）に伝達されると考えられている。その作用メカニズムは、2ストロークエンジンに例えられることもある。
- トランスポーター型ABCタンパク質 – 有害物質の能動輸送
- チャネル型ABCタンパク質 – イオンの促進拡散
- レセプター型ABCタンパク質 – ATP、ADP濃度感受およびシグナル伝達
- DNA結合型ABCタンパク質（SMCタンパク質）– 染色体の凝縮、結合、修復等

### AAA ATPアーゼ
AAA とは ATPases Associated with diverse cellular Activities の略称である。タンパク質の細胞内小器官への輸送（プロテインキネシス）、膜融合、細胞内小器官の形成、DNA複製、転写調節など機能は多様だが、全てがリング状オリゴマー構造を取っている。ATPの加水分解エネルギーはタンパク質のアンフォールディング（3次構造をほどく）やタンパク質分解、オリゴマーの拡大などに使用されていると考えられている。
真核細胞のみならず、細菌（大腸菌）、古細菌からも見つかっている。
- AAAプロテアーゼ – 生体膜の管理など
- 膜融合AAA ATPアーゼ – 小胞体やゴルジ体の再形成など

## 課題
運動性タンパク質ATPアーゼを除く全てのタンパク質が生体膜に存在している。そのため構造が理解されていないことが多く、未開拓な酵素の一つである。また、ATPアーゼ活性そのものについてもよくわかっておらず、ATPのエネルギーを得た中間体などの解析から「エネルギーを持ったタンパク質」の状態を理解することへの研究もなされている。
最も研究が進んでいるであろうATPアーゼはミオシンおよびATP合成酵素であるが、その全てが理解されたとはいずれも考えられない状況であることは否めない。